# Wuchuan (Zunyi)
Der Autonome Kreis Wuchuan der Gelao und Miao (chinesisch 务川仡佬族苗族自治县, Pinyin Wùchuān Gēlǎozú Miáozú Zìzhìxiàn) ist ein Autonomer Kreis der Gelao und Miao (Hmong) in der bezirksfreien Stadt Zunyi in der chinesischen Provinz Guizhou. Er hat eine Fläche von 2.784 km² und zählt 324.000 Einwohner (Stand: Ende 2018). Sein Hauptort ist die Großgemeinde Duru (都濡镇).

## Administrative Gliederung
Auf Gemeindeebene setzt sich der autonome Kreis aus zehn Großgemeinden und fünf Gemeinden zusammen. Diese sind:
- Großgemeinde Duru (都濡镇)
- Großgemeinde Fengle (丰乐镇)
- Großgemeinde Huangdu (黄都镇)
- Großgemeinde Fuyang (涪洋镇)
- Großgemeinde Zhennan (镇南镇)
- Großgemeinde Yanshan (砚山镇)
- Großgemeinde Zhuoshui (浞水镇)
- Großgemeinde Maotian (茅天镇)
- Großgemeinde Baicun (柏村镇)
- Großgemeinde Daping  (大坪镇)

- Gemeinde Nigao (泥高乡)
- Gemeinde Feshui (分水乡)
- Gemeinde Jiaoba (蕉坝乡)
- Gemeinde Hongsi (红丝乡)
- Gemeinde Shichao (石朝乡)